# Super Hardcore Show
Super Hardcore Show è un live album degli Shameless, uscito nel 2003 per l'Etichetta Rsr Music.

## Tracce
1. Daydream Believer [in studio] 2:30 (The Monkees Cover)
2. Start Me Up [in studio] 2:54 (The Rolling Stones Cover)
3. Steal The Girlz 3:42
4. Shock The World 3:34
5. Don't Hesitate 3:26
6. Lonely Nite In Paradise 3:17
7. Toy Human 3:39
8. What's Goin' On 5:11
9. U & I 3:32
10. I Want You to Want Me 3:38 (Cheap Trick Cover)
11. Queen 4 A Day 5:33
12. Rock'n Roll All Nite 6:23 (Kiss Cover)
13. She's Not Comin' Home 8:41

## Formazione
- Alexx Michael - basso
- Steve Summers - voce (Pretty Boy Floyd)
- Mike Fasano - batteria nelle tracce 1, 2 (Warrant, Dad's Porno Mag)
- Keri Kelli - chitarra nelle tracce 1, 2 (Pretty Boy Floyd, Big Bang Babies)
- B.C. - chitarra
- Harry Bitchoff - batteria
- Dean Ashe - chitarra